# 腹部超音波検査
腹部超音波検査（ふくぶ・ちょうおんぱ・けんさ）とは、腹腔内臓器に対して行う超音波検査である。腹部エコーともいう。
一般的には肝臓・胆のう・膵臓・脾臓・腎臓・脈管系（下行大動脈・下大静脈・腎動脈）を対象とする。時に骨盤内臓器(膀胱・前立腺・子宮・卵巣)も走査する。
骨盤内臓器は腹壁経由での走査が困難であることが多く、経直腸・経膣などの専用プローブで検査することが多い。

## 腹部超音波でよく用いられる探触子
探触子（プローブ）としてはコンベックス型、セクタ型、リニア型が多い。プローブによって扱えるプログラム（アプリケーションやモード）が異なることが多く、一概にどれがよいとは言えないが、コンベックス型が腹部のスクリーニング診察ではもっともよく使われる。
コンベックス型
腹部超音波検査として最も一般的なプローブである。扇形のスキャン面（トランスデューサ）であるため、ある程度の接地面で広角の観察が可能である。
セクタ型
扇形の広角のスキャン面をもち接地面がきわめて小さいのが特徴である。主に心臓超音波検査で用いるプローブである。肋間走査で用いることが多い。コンベックス型と併用することで肝のドーム構造といった死角をかなり少なくすることができる。振動素子が少ないため画質が悪く、深部の観察には不向きである。
リニア型
長方形のスキャン面をもつ。コンベックス型、セクタ型では不向きな近距離の画質が良好であるため、浅部の観察に適している。

## 超音波装置の調節
ゲイン
体内から跳ね返ってきた超音波を画像に変換する際の感度である。ゲインをあげると画像は明るくなり、下げると暗くなる。
STC
sensitivity time controlのことであり、深さによってゲインを調節したときに用いる。通常はレバーをすべて中央に揃える。腹水がある場合や生殖器の検査をする場合は調節が必要である。
コントラスト
CTのウインドウ幅に相当する。かつてはダイナミックレンジと表示されていた。
観察深度
フォーカス

## 超音波検査におけるアーチファクト
多重反射
サイドローブ
胆嚢の検査ではハーモニックイメージングを用いることで軽減することができる。
レンズ効果
鏡面効果

## 主な走査法
右肋骨弓下走査
右肋骨弓の下縁にプローブを押し当てる検査方法である。肝臓の下部や胆嚢を検査する時に用いる。右腎臓の観察にも適している。患者が深呼吸で息をとめた状態でプローブの先端が頭側に向くように強く傾けると肝臓のかなり頭側まで観察できる。この走査で肝臓のS7、S8が観察できない場合は肋骨にプローブを押し当てることになるが縦走査、横捜査を肝臓に対して行う必要がある。
右季肋部横断走査
プローブを身体の長軸に平行において、胆嚢や肝臓の矢状断層を得る方法である。肝臓が萎縮している場合や肥満体で肝臓が押し上げられている場合はこの方法では胆嚢や肝臓を十分に観察することはできない。肋骨の後方は音響陰影にて観察が不十分になるが、肋骨にあてずに十分な観察ができるときは肋骨にあたるような縦走査、横捜査は必要ない。
右肋間走査
右肋間腔にプローブの先端をおいて主に肝右葉を観察する。胆嚢頚部の観察に用いられる。肝臓が萎縮している場合や肥満体で胆嚢が高位置に押し上げられているときはこの方法でしか胆のうを確認することはできない。後方の肋間腔で用いると右腎や右副腎の観察も行うことができる。
正中縦断走査
心窩部で肝左葉や膵臓を観察する。肝臓の後方には下大静脈や大動脈も描出される。肝臓が肋骨に隠れないように深吸気の状態でスキャンする。膵臓の縦走査では正中部で上腸間膜動脈（SMA）と肝臓の間に膵臓を見つけたら必ず、縦走査で膵臓を追い、上腸間膜静脈、下大静脈などを観察する。
正中横断走査
心窩部にプローブをおいて肝左葉、膵臓を観察する。膵臓を観察する場合は膵臓の長軸に合わせて少し反時計回りに回転させる。
左肋間走査
脾臓や左腎の観察に用いる。プローブの端が検査ベッドに接するくらい後方にプローブを置かないと最大像を描出することはできない。また左腎は消化管ガスにさえぎられ全体像が得られないこともある。
座位横断走査
膵臓の観察に用いることがある。
左側臥位横断走査
肝外胆管の観察に適している。胆石の体位変化による移動も評価できる。

## 臓器観察法

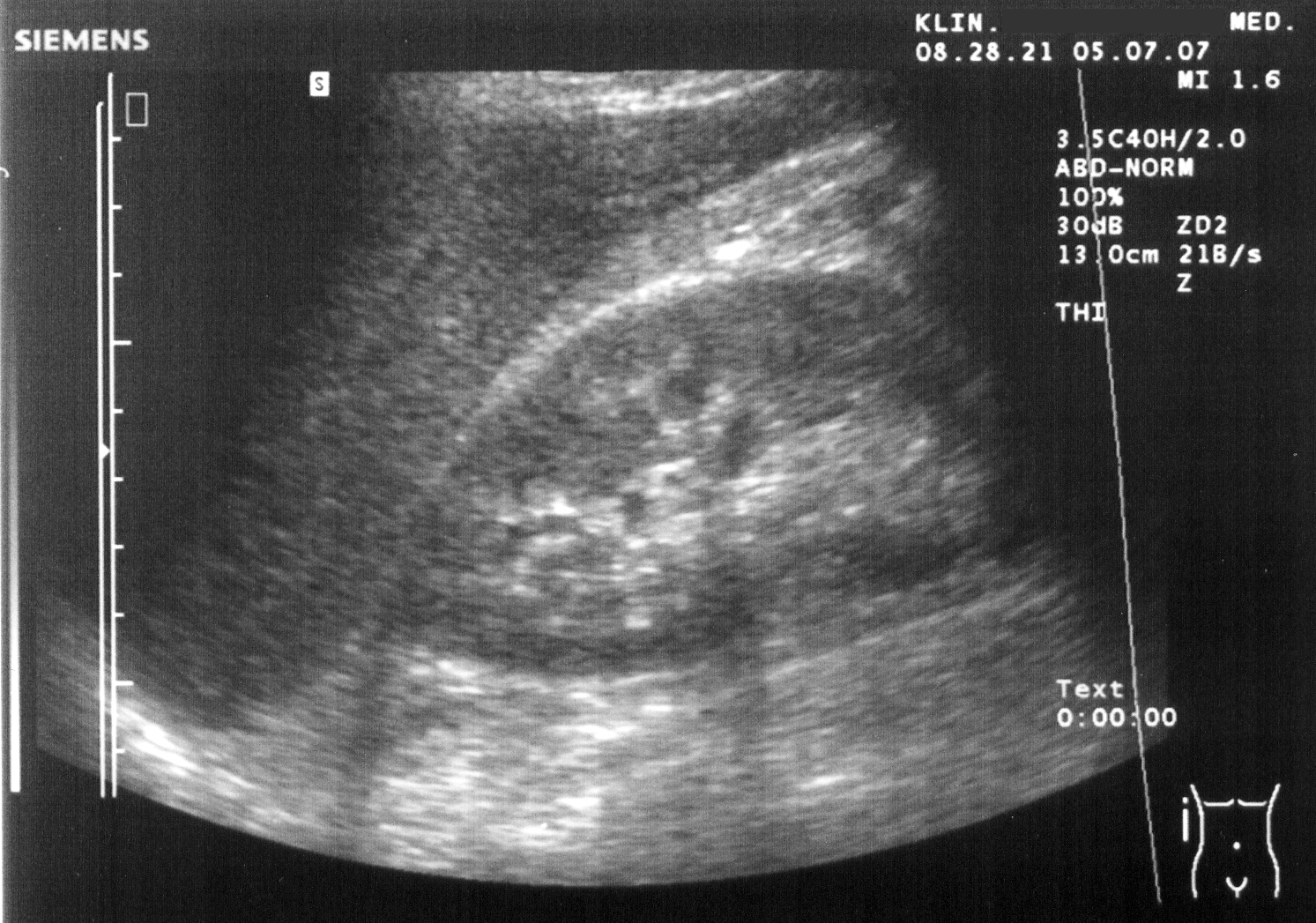
断層画像の例

### 肝臓

#### 肝臓の超音波解剖学
脈管系の区別はカラードップラーを用いるという方法もあるが、非常に便利な形態的な違いがある。門脈の壁は厚く、静脈の壁は薄い。これは門脈はグリソン鞘を通過するためと考えられている。

#### 肝臓の走査
肝臓の精査では縦走査、右肋間走査、右肋骨弓下走査、横走査という順に行うことが多い。深吸気でなければ肝臓はほとんど肋骨に覆われている。そのため縦走査、横捜査では常に肋骨の影となる部分ができてしまう。そのため、扇動操作を行いできるだけ死角ができないように努める。
縦走査
縦走査は心窩部では肋骨や肺に邪魔されることなく左葉のほとんどすべてを観察することができる。肝表面の評価、左葉の大きさの評価を行うことができる。心窩部では腹部大動脈（Ao）から腹腔動脈（Ce）、上腸間膜動脈（SMA）が分枝し、SMAと肝臓の間に膵臓が見られる。また、左肝静脈の腹側にP3、背側にP2が観察できる。右季肋部から前胸部にかけては胆嚢窩と下大静脈（IVC）を結ぶカントリー線での断面を得ることができる（血管が肝臓を貫くようにみえる）。肋骨の影響で肝臓は格子状に欠損して見える。右葉の肝縁の評価、大きさの評価が行え、肝円索も確認できる。
右肋間走査
高度の萎縮例ではこの走査法によってのみ肝の描出が可能である。肝右葉を門脈枝の走行に沿って描出が可能である。ただし肺に覆われた部分は死角となることが多い。心窩部寄りでは、門脈前枝を中心とした画像を得ることができる。門脈前枝がP5,P8に分枝し右肝静脈、下大静脈、胆嚢が確認することができる。より外側で肺を見るつもりでプローブを当てると、右肝静脈が下大静脈に合流する様を確認できる。そう部位で尾側を見るつもりでプローブを扇状に操作すると胆嚢近傍で門脈後枝がP6、P7に分枝する様やS6と腎臓のコントラストを確認することができる。
右肋骨弓下走査（横走査）
肝右葉を中心とした実質を肋骨の影響なく広範囲に観察ができる走査である。肝門部を中心として左右の門脈枝や胆管枝を連続的に描出ができる。限局性病変に関しては肝区域の概念に基づいて理解しやすい。ただしキライディティ症候群や肝萎縮高度例では消化管ガスの影響で描出困難となる。また肥満例や腹筋発達例でも困難となる。心窩部付近では門脈横部、門脈臍静脈部の描出ができる。この部位ではS1からS4まで左葉区域がよく理解できる。門脈横部から臍静脈部に入り、まずP2が分枝し、T字型の分枝部ではP3とP4が分枝する。より外側では右肝静脈（RHV）、中肝静脈（MHV）、左肝静脈（LHV）が下大静脈（IVC）に合流する様も確認ができる。さらに外側に行くと、門脈右枝がP6とP7に分枝する様も確認できる。このあたりでは胆嚢も確認できる。
心窩部横走査
肝門部にある膵臓を確認できる。胃内の空気の影響で膵臓が確認できないときはプローブを尾側に向けて肝臓経由で膵臓を見るように心掛ける。または座位で検査するとわかりやすいくなる。膵管が拡張して見えるときは脾動脈を見ている可能性がある。

#### 肝臓のびまん性病変
脂肪肝、肝硬変、鬱血肝、日本住血虫症などがわかりやすい。
脂肪肝
肝細胞に脂肪が沈着すると細胞レベルで不均一になるため音響インピーダンスが異なる反射面ができる。そのため脂肪肝ではエコーレベルが上昇する（CT値はは低下するのだが）。肝腎コントラストが非常に有名な所見である。
肝硬変
肝硬変で有名な所見としては以下のようなものがある。肝表面が凹凸不整となる、内部エコーが粗雑となる、肝床部が萎縮する、尾状葉が腫大する、脾臓が腫大する、門脈の側副血行路が拡張する、胆嚢壁が肥厚する、腹水が貯留する。これらのうち4つくらい認められるのが平均的である。

#### 肝臓の局在性性病変
形状
内部エコー
後方エコー

### 胆嚢
胆嚢は内腔および胆嚢壁を走査する。
内腔には胆石、胆泥、ポリープ、腺筋症、胆嚢癌などが胆汁と比べ高輝度に描出される。食後などで胆汁が放出されて充満していないとコントラストがなく描出が困難となる。
胆嚢壁は肥厚や不整、層構造の明瞭化などで、胆嚢炎や悪性腫瘍を鑑別する。
胆のうの大きさは8cm X 4cm以上を腫大、胆のう壁は厚さ3mm以上を肥厚と疑う。

### 膵臓
膵臓は膵実質とともに膵管を主として走査する。
- 膵頭部と膵尾部はエコーでは走査できないことも多い。膵体部も腸管との位置関係次第では走査不能であることもある。
- 正常では膵実質は肝臓よりもやや高信号を呈する。膵管の径は、正常では4mm以下である。
- 膵炎
  - 炎症により腫脹しているときには、低エコーで腫大した膵臓が認められる。重症膵炎で、壊死が進んでいるときには、萎縮した膵臓がみられることもある。慢性化した膵炎では膵石が認められることがある。
- 膵癌
  - 典型的には低エコーの腫瘤がみられるが、組織型によって信号値は異なる。膵頭部癌では、膵管が圧排され、膵管上流が拡張していることがある。
- 膵仮性のう胞
- 膵管内乳頭状粘液腫瘍(IPMT)

### 外傷時走査
外傷を受けた際の、胸腔・腹腔内出血を迅速にスクリーニングするためには、FAST(focused assessment with sonography for trauma)と呼ばれる走査を行う。
1. 心のう液貯留
2. 両側胸腔
3. Morrison窩
4. 脾臓周囲
5. 膀胱周囲